# Stefan Bellof
 Stefan Bellof  (* 20. listopad 1957 Gießen - 1. září 1985 Spa-Francorchamps) byl německý automobilový závodník, účastník formule 1 a mistr světa ve sportovních vozech v roce 1984. Byl jedním z nejrychlejších a nejtalentovanějších jezdců své generace.

## Biografie
Stefan Bellof zahájil svou kariéru na motokárách v roce 1973, v roce 1976 získal titul mezinárodního mistra Lucemburska a v roce 1980 se prosadil i v domácím šampionátu a získal titul německého šampióna. V tom samém roce získal titul německého šampióna ve formuli Ford, hned ve své premiérové sezoně. Následující rok ve stejné kategorii získal titul mezinárodního mistra Německa a startoval ve formuli super VW, navíc získal místo ve formuli 3, kde zazářil třemi vítězstvími a třetím místem v konečném umístění šampionátu.

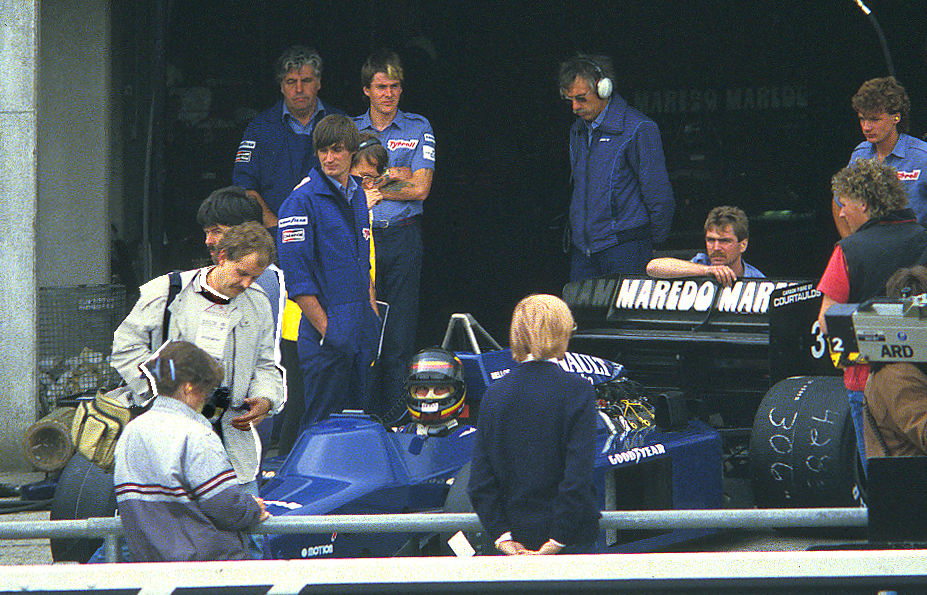
Stefan Bellof ve voze Tyrrell 014 na Nürburgringu v roce 1985

Do formule 2 v roce 1982, vstoupil famózním způsobem, když zvítězil v prvních dvou závodech a v celém šampionátu dokončil na čtvrtém místě. V roce 1983 již tak úspěšný nebyl a z dvanácti závodů pouze ve dvou bodoval. Šéf týmu Maurer, kde jezdil, Willy Maurer, se stal jeho manažerem. Současně startoval i v mistrovství světa značek s vozem Porsche 956, zvítězil v Silverstone, Mount Fuji a Kyalami, když jeho spolujezdcem byl Derek Bell. V závodě na 1000 km Nürburgringu byl neuvěřitelně rychlý, překonal rekord jak v kvalifikaci tak v závodě a zapsal se tak do listiny rekordmanů na Nordschleife, jako nejrychlejší jezdec ve všech třídách. Už v roce 1983 se na pozvání McLarenu poprvé svezl s formulí 1. Testu se společně s ním účastnil i Ayrton Senna a Martin Brundle. Všichni tři byli rychlejší než pilot McLarenu, veterán John Watson, ale když se ze své smlouvy uvolnil Alain Prost a nastoupil do Wokingu, nezbylo místo pro žádného z nich.
V roce 1984 ho angažoval tým Tyrrell pro závody formule 1, zároveň však směl startovat v závodech sportovních vozů. Jeho kolegou se stal právě Martin Brundle. Oba tyrelly tehdy jezdily v rozlišných barvách, Brundleovo auto bylo modré, Bellofovo černé. První závod nedokončil, ale už při své druhé Grand Prix bodoval, dojel šestý po startu z jednadvacáté pozice. V dalším závodě v Imole si ještě o místo polepšil, když opět vyjížděl z chvostu pole. Jeho hvězdná chvíle přišla v Monaku. Po startu z posledního místa předjížděl v dešti jednoho soupeře za druhým, až dojel vedoucí dvojici Prost-Senna. Závod byl předčasně ukončen a dodnes jsou mnozí přesvědčeni, že Bellof mohl prestižní Grand Prix vyhrát. Stefanova jízda nadchla Enza Ferrariho, který chtěl mladého Němce okamžitě angažovat, ale Bellofův manažer Maurer nedokázal vyřešit smluvní záležitosti. Slibně rozjetá sezona nakonec skončila obrovskou ostudou a následnou diskvalifikací celého týmu. Při Grand Prix Detroitu byly oba vozy podrobeny prohlídce komisařů FIA, kteří odhalili v palivových nádržích nepovolenou zátěž olověnými kuličkami. Bellof si vše vynahradil v mistrovství světa sportovních vozů, kde získal titul mezi jezdci (zvítězil v Monze, Nurburgringu, Spa, Imole, Mount Fuji, Sandown Parku) a týmu Porsche výrazně pomohl k titulu mezi značkami.
Začátkem sezóny 1985 Tyrrell používal stále motory Cosworth V8 nepřeplňované a v době, kdy světu formule 1 vládly turba, neměl Stefan Bellof možnost rozvinout svůj talent. Přesto dokázal dvakrát bodovat, v deštivé velké ceně Portugalska dojel šestý a v Detroitu skončil čtvrtý až poté, co mu začalo docházet palivo. I těchto úspěchů dosáhl po startu ze zadních pozic. Ve druhém jmenovaném závodě navíc získal poslední body pro motor Ford Cosworth DFV/DFY. Tyrrell nasadil nový model 014 s turbo motorem Renault až při Grand Prix Německa, což bylo až za polovinou sezóny. Stefan Bellof se s tímto vozem svezl pouze ve třech závodech. V srpnu podepsal smlouvu se Scuderií Ferrari pro sezónu 1986. Prvního září se Stefan postavil na start závodu na 1000 km Spa v soukromém voze Porsche 956 týmu Brun Motorsport. V nájezdu do zatáčky Eau Rouge zavadil Bellof o vůz Jacky Ickxe, narazil ve vysoké rychlosti čelně do zdi a jeho vůz začal hořet. Závod byl přerušen, a i když byl oheň rychle uhašen, zcela zdemolovaná přední část vozu nedávala šanci na přežití. Stefan Bellof zemřel hodinu po vyproštění z vozu. Pro stáj Porsche to byla v krátké době druhá smrtelná nehoda od smrti Manfreda Winkelhocka 12. srpna téhož roku.

## Jezdecký styl
Stefan Bellof byl proslulý velmi odvážným až riskantním jezdeckým stylem. Nepřipouštěl si žádné riziko a velmi často předjížděl na neuvěřitelných místech, kde to většina ostatních považovala za příliš riskantní. S autem jezdil na doraz, ať už to byl vytrvalostní prototyp nebo monopost F1. Díky tomu v roce 1983 vytvořil při závodě na Severní smyčce rychlostní rekord s vozem Porsche 956 neuvěřitelným průměrem 194, 287 km/h, třebaže se ho tým snažil přesvědčit, ať zpomalí. Přestože se stal mistrem světa sportovních vozů, nebyl ideálním vytrvalcem. Ve formuli 1 díky své bojovnosti několikrát dojel v první šestce, protože jeho nejlepším místem v kvalifikaci bylo až šestnácté místo. Bellof byl veselý člověk, který se neustále smál a tento přístup přenášel i do závodění. Svými nevídanými manévry se snažil pobavit diváky i sebe. Derek Bell, jeho nejčastější spolujezdec u Porsche, o něm řekl: "Potřeboval někoho, kdo by ho usměrnil. Měl neuvěřitelný talent, ale překvapivě se Ken Tyrell ani lidé od Porsche nesnažili na něj trochu zapůsobit. Snad věřili, že právě v té divokosti je tajemství jeho rychlosti."

## Kompletní výsledky ve formuli 1
| Legenda k tabulce | Legenda k tabulce                                                                       |
| Barva             | Výsledek                                                                                |
| ----------------- | --------------------------------------------------------------------------------------- |
| Zlatá             | Vítěz                                                                                   |
| Stříbrná          | 2. místo                                                                                |
| Bronzová          | 3. místo                                                                                |
| Zelená            | Bodované umístění                                                                       |
| Modrá             | Nebodované umístění                                                                     |
| Modrá             | Dokončil neklasifikován (NC)                                                            |
| Fialová           | Odstoupil (Ret)                                                                         |
| Červená           | Nekvalifikoval se (DNQ)                                                                 |
| Červená           | Nepředkvalifikoval se (DNPQ)                                                            |
| Černá             | Diskvalifikován (DSQ)                                                                   |
| Bílá              | Nestartoval (DNS)                                                                       |
| Bílá              | Závod zrušen (C)                                                                        |
| Světle modrá      | Pouze trénoval (PO)                                                                     |
| Světle modrá      | Páteční testovací jezdec (TD)                                                           |
| Bez barvy         | Netrénoval (DNP)                                                                        |
| Bez barvy         | Vyřazen (EX)                                                                            |
| Bez barvy         | Nepřijel (DNA)                                                                          |
| Bez barvy         | Odvolal účast (WD)                                                                      |
| Bez barvy         | Nezúčastnil se (prázdné)                                                                |
| Označení          | Význam                                                                                  |
| Tučnost           | Pole position                                                                           |
| Kurzíva           | Nejrychlejší kolo                                                                       |
| †                 | Jezdec nedojel do cíle, ale byl klasifikován, protože odjel více než 90 % délky závodu. |
| ‡                 | Byl udělován poloviční počet bodů, protože bylo odjeto méně než 75 % délky závodu.      |
| Horní index       | Umístění bodujících jezdců ve sprintu                                                   |

| Rok  | Tým                         | Šasi        | Motor        | 1       | 2       | 3       | 4       | 5       | 6       | 7       | 8       | 9       | 10      | 11      | 12     | 13      | 14  | 15  | 16  | Umístění  | Body |
| ---- | --------------------------- | ----------- | ------------ | ------- | ------- | ------- | ------- | ------- | ------- | ------- | ------- | ------- | ------- | ------- | ------ | ------- | --- | --- | --- | --------- | ---- |
| 1984 | Tyrrell Racing Organisation | Tyrrell 012 | Cosworth V8  | BRA DSQ | RSA DSQ | BEL DSQ | SMR DSQ | FRA DSQ | MON DSQ | CAN DSQ | USE DSQ | USA DSQ | GBR DSQ | GER     | AUT EX | NED DSQ | ITA | EUR | POR | -         | 0    |
| 1985 | Tyrrell Racing Organisation | Tyrrell 012 | Cosworth V8  | BRA     | POR 6   | SMR Ret | MON DNQ | CAN 11  | USA 4   | FRA 13  | GBR 11  |         |         |         |        |         |     |     |     | 16. místo | 4    |
| 1985 | Tyrrell Racing Organisation | Tyrrell 014 | Renault V6 T |         |         |         |         |         |         |         |         | GER 8   | AUT 7   | NED Ret | ITA    | BEL     | EUR | RSA | AUS | 16. místo | 4    |

| Sezóna | Série                                          | Tým               | Vůz               | Závody | Vítězství | Pole position | Podium | Body | Konečné umístění |
| 1973   | Motokáry (Německo)                             |                   |                   |        |           |               |        |      | 4. místo         |
| 1974   | Motokáry (Německo)                             |                   |                   |        |           |               |        |      | 4. místo         |
| 1975   | Motokáry (Německo)                             |                   |                   |        |           |               |        |      | 2. místo         |
| 1975   | Motokáry (Německo)                             |                   |                   |        |           |               |        |      | 5. místo         |
| 1976   | Motokáry (Německo)                             |                   |                   |        |           |               |        |      | 13. místo        |
| 1976   | Motokáry (Lucembursko)                         |                   |                   |        |           |               |        |      | 1. místo         |
| 1978   | Motokáry (Německo)                             |                   |                   |        |           |               |        |      | 8. místo         |
| 1979   | Motokáry (Německo)                             |                   |                   |        |           |               |        |      | 3. místo         |
| 1979   | Motokáry (Evropa)                              |                   |                   |        |           |               |        |      | 4. místo         |
| 1980   | Motokáry (Německo)                             |                   |                   |        |           |               |        |      | 1. místo         |
| 1980   | Motokáry (Evropa)                              |                   |                   |        |           |               |        |      | 7. místo         |
| 1980   | Formule Ford (Camera Cup)                      |                   |                   |        |           |               |        |      | 1. místo         |
| 1980   | Formule Ford (Německo)                         |                   |                   |        |           |               |        |      | 4. místo         |
| 1981   | Formule Ford (Německo)                         |                   |                   |        |           |               |        |      | 1. místo         |
| 1981   | Formule Super VW (Německo)                     |                   |                   |        |           |               |        |      | 7. místo         |
| 1981   | Formule 3 (Německo)                            |                   |                   |        |           |               |        |      | 3. místo         |
| 1982   | Formule 2                                      | Maurer Motorsport | Maurer MM82 - BMW | 13     | 2         |               | 4      | 33   | 4. misto         |
| 1983   | Formule 2                                      | Maurer Motorsport | Maurer MM83 - BMW | 8      |           |               | 1      | 9    | 9. místo         |
| 1983   | FIA World Endurance Championship               | Rothmans Porsche  | Porsche 956       | 4      |           |               | 3      | 75   | 4. místo         |
| 1983   | European Endurance Championship                | Rothmans Porsche  | Porsche 956       | 3      |           |               | 1      | 47   | 10. místo        |
| 1984   | FIA World Endurance Championship               | Rothmans Porsche  | Porsche 956       | 9      |           |               | 6      | 139  | 1. místo         |
| 1984   | Internationale Deutsche Rennsportmeisterschaft |                   |                   |        |           |               |        |      | 1. místo         |
| 1985   | FIA World Endurance Championship               | Brun Motorsport   | Porsche 956       |        |           |               |        |      | 32. místo        |
| 1985   | Deutsche Sportwagenmeisterschaft               |                   | Porsche 956       |        |           |               |        |      |                  |